# Carex tenuiculmis
Carex tenuiculmis är en halvgräsart som först beskrevs av Donald Petrie och som fick sitt nu gällande namn av Peter B. Heenan och Peter James de Lange.
Carex tenuiculmis ingår i släktet starrar och familjen halvgräs. Inga underarter finns listade i Catalogue of Life.